# Uniwersytet w Tuluzie
Uniwersytet w Tuluzie (fr. Université de Toulouse) – jeden z najstarszych uniwersytetów w Europie, trzeci pod względem starszeństwa we Francji (po Paryskim i Montpellier); funkcjonował w l. 1229–1793 i 1896–1969. Jego współczesną kontynuacją i rozwinięciem jest zespół (établissement public de coopération scientifique) uniwersytetów (Tuluza I - Capitole, Tuluza II – Le Mirail i Tuluza III - Paul Sabatier) oraz innych instytucji naukowych w Tuluzie.

## Historia
Uniwersytet w Tuluzie powstał w wyniku traktatu z Meaux i Paryża, zawartego pomiędzy królem Francji Ludwika IX a hrabią Tuluzy Rajmundem VII. Miał być ostoją katolicyzmu i narzędziem walki z herezją katarów na terenie Langwedocji. Jednym z twórców uniwersytetu był biskup tuluzański Folquet de Marseille. 
Pierwotnie uczelnia miała jedynie wydział teologii, następnie utworzono fakultety prawa kanonicznego, prawa cywilnego oraz sztuk wyzwolonych. W 1257 r. utworzono fakultet medycyny. 
Wśród pierwszych wykładowców byli Jan z Garlandii (Jean de Garlande), Roland z Cremony (Roland de Crémone), a także Étienne Aubert, znany później jako papież Innocenty VI.
W okresie rewolucji francuskiej uniwersytet zamknięto w 1793 r.
Pod koniec Drugiego Cesarstwa, które charakteryzowało się ogólnie złą sytuacją francuskich uczelni poza stolicą, utworzono w Tuluzie cztery wydziały: prawa, humanistyczny, przyrodniczy i teologii katolickiej, ale jak miało to miejsce w okresie ancien régime, fakultet prawa miał najważniejsze znaczenie: studiowało tu trzy czwarte studentów pod kierunkiem najbardziej znanych profesorów.
Na podstawie ustawy o reorganizacji szkolnictwa wyższego uniwersytet tuluzański został 12 listopada 1968 r. przekształcony w ww. kompleks uczelni i instytucji badawczych.